# Rhomborista
Rhomborista là một chi bướm đêm thuộc họ Geometridae.